# Коллевеккьо
Коллевеккьо (італ. Collevecchio) — муніципалітет в Італії, у регіоні Лаціо,  провінція Рієті.
Коллевеккьо розташоване на відстані близько 50 км на північ від Рима, 28 км на захід від Рієті.
Населення — 1605 осіб (2014).
Щорічний фестиваль відбувається 30 листопада. Покровитель — Андрій Первозваний.

## Демографія
Населення за роками:

Станом на 1 січня 2023 року в муніципалітеті офіційно проживали 103 іноземці з 33 країн, серед них 51 громадянин країн Євросоюзу.

## Сусідні муніципалітети
- Чивіта-Кастеллана
- Мальяно-Сабіна
- Монтебуоно
- Понцано-Романо
- Стімільяно
- Тарано